# باشگاه فوتبال وسترلو
باشگاه فوتبال وسترلو (انگلیسی: K.V.C. Westerlo) یک باشگاه فوتبال بلژیکی است که با سابقه ۵ قهرمانی در لیگ برتر فوتبال بلژیک در سالهای اخیر، در لیگ برتر فوتبال بلژیک بازی می کند و در این لیگ مشغول به فعالیت است.
این باشگاه در شهر لوتون در استان مرکزی آنتورپ قرار دارد.

## ورزشگاه
وسترلو بازی های خانگی خود را در هت کوپیه انجام می‌دهد که به زبان هلندی "مخزن کوچک" نام دارد. اعتقاد بر این است که اشاره به ورزشگاه عاینورد است که با نام مستعار De Kuip ("تانک") شناخته می شود. ظرفیت آن ۸۰۳۵ نفر است.

## مالکیت
در ۱۸ ژوئن رسماً اعلام شد که اوکتای ارجان، تاجر ترکیه‌ای باشگاه را خریداری کرده‌است. او بلافاصله تصریح کرد که وسترلو، یک باشگاه خانوادگی منطقه‌ای باقی خواهد ماند و توجه بیش‌تری به بعد اجتماعی و جاه‌طلبی‌های ورزشی خواهد شد. ارجان در سال ۲۰۱۹ تعهد خود را به یک برنامه یک ساله به نام《باشگاه فوتبال وسترلو ۲۰۲۴》ابراز کرد.